# Phylloribatula pulchella
Phylloribatula pulchella är en kvalsterart som beskrevs av Balogh och Sandór Mahunka 1978. Phylloribatula pulchella ingår i släktet Phylloribatula och familjen Micreremidae. Inga underarter finns listade i Catalogue of Life.